# 1447
1447 (MCDXLVII) je bilo navadno leto, ki se je po julijanskem koledarju začelo na nedeljo.

## Dogodki
- Konec vladavine Viscontijev v Milanu.

## Rojstva
- 3. december - Bajazid II., sultan Osmanskega cesarstva († 1512)

## Smrti
- 13. marec - Šahruh Mirza, vladar Transoksanije in Perzije (*  1377)
- 1. maj - Ludvik VII. Wittelsbaški, vojvoda Bavarske-Ingolstadta (* 1368)

Neznan datum
- Vlad II. Drakul, vlaški vojvoda (* 1390)